# تيدي شنايدر
تيدي شنايدر (بالإنجليزية: Teddy Schneider) (23 نوفمبر 1988 في الولايات المتحدة - ) هو لاعب كرة قدم أمريكي في مركز الدفاع. لعب مع نيويورك ريد بولز وCentral Jersey Spartans ‏.

## وصلات خارجية
- تيدي شنايدر على موقع الدوري الأمريكي (الإنجليزية)
- تيدي شنايدر على موقع قاعدة بيانات كرة القدم.إي يو (الإنجليزية)